# Minettia atratula
Minettia atratula är en tvåvingeart som först beskrevs av Meijere 1924.  Minettia atratula ingår i släktet Minettia och familjen lövflugor. Inga underarter finns listade i Catalogue of Life.